# Valzer op. 64 n. 3 (Chopin)
Il Valzer op. 64 n. 3 in La bemolle maggiore è una composizione di Fryderyk Chopin scritta nel 1846.

## Storia
Nonostante i Valzer fossero fra le composizioni più popolari e diffuse di Chopin, il musicista, dopo aver scritto la Grande Valse nel 1840, trascurò questo genere per parecchi anni; li riprese nel 1846, all'inizio dell'estate ne aveva  infatti già realizzati tre dell'op. 64, come egli stesso scrisse all'amico Wojciech Grzymała una volta arrivato a Nohant alla fine di maggio e dopo aver apportato le ultime rifiniture alle composizioni. Il valzer in La bemolle maggiore, come gli altri due della serie, fu pubblicato nel novembre del 1847 a Lipsia da Breitkopf & Härtel e a febbraio del 1848 a Parigi. A Londra, prima della pubblicazione da parte di Wessel, ne era stata fatta una stampa, non autorizzata, dalla casa editrice J. B. Cramer a causa della forte richiesta dei Valzer del compositore polacco da parte del pubblico.
Chopin dedicò il valzer alla contessa Catherine Branicka, cognata del poeta, suo amico, Zygmunt Krasiński.

## Analisi
Meno noto dei due precedenti dell'op. 64, il Valzer in La bemolle maggiore si stacca notevolmente anche da un punto di vista propriamente musicale. Il brano porta l'indicazione Moderato e prende avvio con una melodia che può sembrare agile e vitale, ma che assume quasi subito la caratteristica di musica molto intima e nostalgica; la prima parte presenta un unico motivo, un po' malinconico e ansioso, che si ripete con un identico schema, ma con modalità diverse, prima in Fa minore, poi in Si bemolle maggiore e quindi in Sol bemolle maggiore. I continui cambi di modulazione, uniti a passaggi di cromatismo, sono caratteristici dell'ultima stagione compositiva del musicista e del suo spirito angosciato e travagliato, tormentato da rimpianti. La narrazione musicale del valzer, dopo aver cercato una sua identità precisa, alla fine, con il Trio, nella più serena tonalità di Do maggiore, giunge a un compimento, anche se sommesso, che riporta infine alla melodia dell'inizio. La lunga coda finale conclude il brano, aumentando in velocità, prima con una scala ascendente e quindi con un arpeggio.
Il Valzer in La bemolle maggiore è una pagina dal carattere molto intimo, non presenta particolari difficoltà di ordine tecnico, ma molte di interpretazione; proprio per la sua malinconia e l'aspetto struggente è richiesta all'interprete un'esecuzione ansiosa, ma contenuta, per esprimere al meglio i moti dello spirito tormentato del compositore. Il brano è stato definito un'opera per intenditori, «per le anime superiori che danzano con gioia intellettuale».